# Hillcrest Heights (Maryland)
Hillcrest Heights – jednostka osadnicza w Stanach Zjednoczonych, w stanie Maryland, w hrabstwie Prince George’s.